# إيزابيل كيلي
إيزابيل كيلي (بالإنجليزية: Isabel Kelly)‏ هي عالمة آثار أمريكية، ولدت في 1906 في سانتا كروز في الولايات المتحدة، وتوفيت في 1982.